# Nychogomphus
Nychogomphus – rodzaj ważek z rodziny gadziogłówkowatych (Gomphidae).

## Zasięg występowania
Rodzaj obejmuje gatunki występujące w południowej i południowo-wschodniej Azji – od Indii i Nepalu po południowe Chiny i Indonezję.

## Systematyka
Takson ten wprowadził w 1986 roku Frank Louis Carle jako podrodzaj rodzaju Onychogomphus. Jako gatunek typowy wyznaczył Onychogomphus geometricus. Obecnie Nychogomphus traktowany jest jako osobny rodzaj, do którego zaliczanych jest 8 gatunków.

### Podział systematyczny
Do rodzaju należą następujące gatunki:
- Nychogomphus bidentatus Yang, Mao & Zhang, 2010
- Nychogomphus duaricus (Fraser, 1924)
- Nychogomphus flavicaudus (Chao, 1982)
- Nychogomphus geometricus (Selys, 1854)
- Nychogomphus lui Zhou, Zhou & Lu, 2005
- Nychogomphus saundersii (Selys, 1854)
- Nychogomphus striatus (Fraser, 1924)
- Nychogomphus yangi Zhang, 2014